# Abu Yahya
Abu Yahya Yaghmurasan ibn Zayyan (arabisch أبو يحيى يغمراسن بن زيان, DMG Abū Yaḥyā Yaġmurāsan b. Zaiyān; † 1282) war von 1236 bis 1282 der erste Sultan der Abdalwadiden im westlichen Algerien.
Während der Auflösung des Almohadenreichs unter Kalif Abd al-Wahid II. ar-Rashid (1232–1242) gelang es Abu Yahya im westlichen Algerien um Tlemcen als Führer der berberischen Banu Abd al-Wad (auch Banu Zaiyan oder Ziyan) und mit Hilfe der Beduinenstämme die Unabhängigkeit zu erringen und das Reich der Abdalwadiden zu gründen. Er konnte sich auch gegen die Almohaden und die Hafsiden von Tunis behaupten. Allerdings musste er die Oberhoheit der Hafsiden anerkennen, als er von diesen 1242 aus Tlemcen zeitweise vertrieben wurde. Auch in der Folgezeit gehörte Ostalgerien zum Reich der Hafsiden.
Abu Yahya gelang der Aufbau einer belastbaren Reichsverwaltung mit Hilfe von Muslimen aus al-Andalus. Um sich gegen die mächtigen Meriniden in Marokko behaupten zu können, wurden die Berbertruppen mit christlichen und türkischen Söldnern verstärkt. Auch wurden gute Beziehungen zu den Nasriden in Granada und Kastilien, den Nachbarn der Meriniden gepflegt. Abu Yahya förderte an seinem Hof in Tlemcen auch Dichter und Rechtsgelehrte. Nachfolger von Abu Yahya ibn Zayyan wurde sein Sohn Abu Said Uthman I. (1282–1308).